# محسن مهرعلیزاده
محسن مهرعلیزاده (زادهٔ ۸ مهر ۱۳۳۵) سیاستمدار ایرانی است که هم‌اکنون به عنوان رئیس فدراسیون بین‌المللی ورزش‌های زورخانه‌ای و عضو هیئت مدیره سازمان منطقه آزاد کیش و همچنین رئیس هیئت مدیره شرکت مهندسی توسعه آب آسیا فعّالیت می‌کند. وی در دولت هفتم از سال ۱۳۷۶ تا ۱۳۸۰ استاندار خراسان و در دولت هشتم از سال ۱۳۸۰ تا ۱۳۸۴ به‌عنوان معاون رئیس‌جمهور و رئیس سازمان تربیت بدنی فعالیت می‌کرد. وی مدتی نیز قائم مقام مدیر عامل شهاب خودرو، عضو هیئت عامل سازمان گسترش و نوسازی صنایع ایران و معاون سازمان انرژی اتمی ایران بود.
وی از نامزدان انتخابات مجلس شورای اسلامی ۱۳۹۴ بود که صلاحیتش توسط شورای نگهبان رد شد. در ۷ آبان ۱۳۹۶ در دولت حسن روحانی، به عنوان استاندار اصفهان انتخاب شد که در این دوره استان اصفهان با بحران‌های مدیریتی مختلفی از جمله کم‌آبی زاینده رود مواجه شد. ایشان در ۲۶ آبان ۱۳۹۷ به علت قانون منع به‌کارگیری بازنشستگان سمت خود را ترک کرد.

## زندگی
محسن مهرعلیزاده در ۸ مهرِ ۱۳۳۵ در شهر مراغه واقع در استان آذربایجان شرقی به دنیا آمد. وی در سال ۱۳۵۳ وارد دانشگاه تبریز شد و در ۱۳۵۷ لیسانس مهندسی مکانیک را از این دانشگاه اخذ کرد و بلافاصله بعد از پایان کارشناسی، توانست در مقطع کارشناسی ارشد در دانشگاه تبریز قبول شود و پس از آن دکتری خود را در رشته مدیریت مالی از دانشگاه تهران گرفت. مهرعلیزاده در مقطع دکتری رشتهٔ مهندسی اقتصاد در دانشگاه تیلبرگ تحصیل کرده اما به گفتهٔ پسرش، یاسر مهرعلیزاده، «به علت مسئولیت‌های زیاد» نتوانسته از تز خود دفاع کند.
مهرعلیزاده دارای سه فرزند (دو پسر و یک دختر) است.

## کارنامه اجرایی
از جمله مسئولیت‌های اجرایی وی می‌توان به ریاست فدراسیون بین‌المللی ورزش‌های زورخانه‌ای و عضویت در هیئت مدیره سازمان منطقه آزاد کیش و رئیس هیئت مدیره شرکت مهندسی توسعه آب آسیا که مجری شیرین سازی طرح انتقال آب خلیج فارس به صنایع جنوب شرق کشور است اشاره کرد.
وی در دولت هفتم، استاندار خراسان و در دولت هشتم، معاون رئیس‌جمهور و رئیس سازمان تربیت بدنی بود، وی همچنین در هفتم آبان سال ۱۳۹۶ در دولت دوازدهم به عنوان استاندار اصفهان انتخاب شد و در ۲۶ آبان سال ۱۳۹۷ به علت قانون منع به‌کارگیری بازنشستگان مسئولیت خود را ترک کرد.
از دیگر مهم‌ترین مسئولیت مدیریتی وی می‌توان به مشارکت در تشکیل کمیته انقلاب اسلامی مراغه در سال ۱۳۵۷، مشارکت در تأسیس جهاد سازندگی و هیئت‌های هفت‌نفره در استان آذربایجان شرقی و تمام شهرستان‌های آن در سال‌های ۱۳۵۷ تا ۱۳۶۰، مشارکت در تشکیل سپاه پاسداران ناحیه شهرستان مراغه، مشارکت در تشکیل کانون نشر فرهنگ انقلاب اسلامی تبریز در سال ۱۳۵۸، مشارکت در تشکیل کانون نشر فرهنگ انقلاب اسلامی مراغه در سال ۱۳۵۸، قائم مقام مدیر عامل شرکت لیلاند موتور ایران در سال ۱۳۶۰، عضو هیئت مدیره و قائم مقام مدیر عامل شرکت خودروسازی سایپا در سال‌های ۱۳۶۱ تا ۱۳۶۳، مدیر صنعتی و بهره‌برداری گروه خودرو سازمان گسترش و نوسازی صنایع ایران در سال‌های ۱۳۶۳ تا ۱۳۶۴، عضو هیئت عامل سازمان گسترش و نوسازی ایران در سال‌های ۱۳۶۴ تا ۱۳۶۹، معاون وزیر صنایع در امور صنعتی و بهره‌برداری، رئیس هیئت مدیره و مدیر عامل سازمان عمران کیش که مأموریت ایجاد منطقه آزاد کیش، جلب سرمایه‌گذاری و توسعه توریسم را در سال‌های ۱۳۶۹ تا ۱۳۷۱ برعهده داشت، معاون سازمان انرژی اتمی ایران در امور نیروگاه‌ها در سال‌های ۱۳۷۲ تا ۱۳۷۴، رئیس هیئت مدیره و مدیر عامل شرکت سرمایه‌گذاری شاهد در سال‌های ۱۳۷۴ تا ۱۳۷۶ و رئیس هیئت مدیره و مدیرعامل مؤسسه اندوخته شاهد در سال‌های ۱۳۸۴ تا ۱۳۹۴ اشاره کرد.

## شرکت در انتخابات
مهرعلیزاده در جریان مبارزات انتخابات ریاست‌جمهوری ۱۳۸۴ نام‌نویسی کرد و صلاحیتش تأیید نشد، اما شورای نگهبان پس از نامهٔ سید علی خامنه‌ای رهبر ایران که خواستار بازنگری در صلاحیت وی و مصطفی معین شده‌بود، ایشان را تأیید کرد. اصلاح‌طلبان با سه گزینه وارد عرصه شدند: مهدی کروبی از سوی مجمع روحانیون، مصطفی معین از طرف اصلاح‌طلبان پیشرو و محسن مهرعلیزاده به عنوان اصلاح‌طلب مستقل وارد عرصه شد. از نمایندگان گیلان و آذربایجان و خراسان در مجلس حمایت‌های کمی دریافت کرد و با کسب ۴٫۳۸٪ درصد آرای مردمی در آخرین جایگاه قرار گرفت.
او در تاریخ ۲۳ اردیبهشت ۱۴۰۰ با حضور در ستاد انتخابات کشور برای کاندیداتوری در انتخابات ریاست‌جمهوری ایران (۱۴۰۰) ثبت‌نام کرد و تأیید صلاحیت گردید. حزب راه ملت وی را نامزد حزب خود معرفی نمود. وی در تاریخ ۲۶ خرداد ۱۴۰۰، در فاصله دو روز مانده به انتخابات انصراف خود را اعلام کرد. نظر جنجالی وی در مورد تحصیلات سید ابراهیم رئیسی و بیان اینکه رئیسی شش کلاس سواد دارد از سوژه‌های کاندیداتوری وی بود.